# Delicious
delicious (in precedenza conosciuto come del.icio.us) è stato un sito web di social bookmarking per l'archiviazione, ricerca e condivisione di segnalibri, creato nel 2003 da Joshua Schachter ed acquisito nel dicembre 2005 da Yahoo!. Nel novembre 2008 contava più di 5,3 milioni di utenti e oltre 180 milioni di url unici archiviati. La sede principale si trovava a Santa Clara, in California. Un segnalibro permette di seguire l'utente nella sua scoperta della rete. Ogni volta che l'utente trova un sito interessante, cliccando sull'icona del segnalibro, memorizza la pagina e volendo può segnalarla ai suoi amici, condividendola con loro.
Inoltre, anche se i siti memorizzati dovessero cambiare, il segnalibro permette di mantenere l'aggiornamento sui computer dei fruitori.

## Storia
Il precursore di Delicious è stato Muxway finché nel settembre del 2003, Schachter rilasciò nel web la prima versione di Delicious. Nel marzo 2005, il sito è a pieno regime e trova alcuni investitori che credono nell'idea, finanziandiola con circa 2 milioni di dollari; tra di essi la Union Square Ventures e Amazon.com. Nello stesso anno, il 9 dicembre, Yahoo! acquisisce la società.
Il 16 dicembre 2010, trapela da una riunione di Yahoo! che Delicious avrebbe visto presto il tramonto, sembrando volerne intenderne la chiusura. Più tardi Yahoo! chiarisce di essere intenzionata a vendere Delicious, non chiuderlo.
Il 27 aprile 2011, Delicious ha annunciato che il sito è stato venduto ad AVOS Systems, una società creata da Chad Hurley e Steve Chen. Yahoo! continuerà a gestire il sito fino al luglio 2011, ma agli utenti è stato chiesto di accettare una nuova politica sulla privacy immediatamente.
Il 1º giugno 2017, Delicious è stato acquisito da Pinboard, che ha annunciato che il sito continuerà a funzionare in modalità sola lettura, con la possibilità di migrazione verso il proprio servizio a sottoscrizione annuale.
Il 15 luglio 2020, Maciej Ceglowski ha annunciato di aver acquistato il dominio di del.icio.us. Secondo i piani, il sito, insieme ai suoi dati, verrà ripristinato in un aggiornamento.

## Nome
Il nome del.icio.us è un esempio di domain hack, ovvero una combinazione di lettere per formare una parola di senso compiuto (in inglese: delizioso).
Venne cambiato con il nome attuale delicious il 30 luglio 2008 con la ristrutturazione del sito, come annunciato dallo stesso Schachter il 6 settembre 2007.